# Mohawk M1C
Mohawk M1C (tên khác Pinto, Redskin hay Spurwing) là một loại máy bay cánh đơn 2 hoặc 3 chỗ của Hoa Kỳ trong thập niên 1920, do hãng Mohawk Aero Corporation thiết kế chế tạo.

## Biến thể
M1C-K
M1C-W
YPT-7

## Tính năng kỹ chiến thuật (M1C-K)
Dữ liệu lấy từ 
Đặc tính tổng quát
- Kíp lái: 1
- Sức chứa: 2 hành khách
- Chiều dài: 24 ft 2 in (7,37 m)
- Sải cánh: 34 ft 11 in (10,64 m)
- Động cơ: 1 × Kinner K-5 , 100 hp (75 kW)

Hiệu suất bay
- Vận tốc cực đại: 115 mph (185 km/h; 100 kn)
- Vận tốc hành trình: 98 mph (85 kn; 158 km/h)